# Tadeusz Łubieński (1794–1861)
Tadeusz Łubieński herbu Pomian (ur. 1794 w Żelechowie, zm. 1861 w Warszawie) – referent sekcji duchowieństwa rzymskokatolickiego Rady Ogólnej Komisji Rządowej Wyznań Religijnych i Oświecenia Publicznego w 1830 roku.
Syn Feliksa i Tekli Teresy, brat: Tomasza, Henryka, Jana, Józefa i Piotra.
Był oficerem szwoleżerów, proboszczem, kanonikiem krakowskim, dziekanem kolegiaty włocławskiej, biskupem sufraganem włocławskim. W 1844 został wybrany sufraganem Kujaw.
Uzyskał doktorat z teologii i prawa kanonicznego i został prałatem papieskim.
Odznaczony francuskim krzyżem kawalerskim Orderu Legii Honorowej i rosyjskim Orderem św. Anny II klasy z koroną.
Tadeusz Łubieński poparł papieskie potępienie Powstania listopadowego przeciwko panowaniu Rosji i cara Mikołaja I oraz uznawał powstanie za równie bezbożne jak rewolucja francuska.